# Constantin Tuzu
Constantin Tuzu (* 1912; vermutlich †) war ein rumänischer Politiker der Rumänischen Kommunistischen Partei PMR (Partidul Muncitoresc Român) und ab 1965 PCR (Partidul Comunist Român).

## Leben
Constantin Tuzu wurde am 1. Juli 1960 Minister für Schwerindustrie (Ministrul industriei grele) im Kabinett Stoica II und bekleidete dieses Ministeramt bis zum 21. März 1961. Im darauf folgenden Kabinett Maurer I war er zunächst zwischen dem 21. März 1961 und dem 31. Oktober 1963 Minister für Metallurgie und Maschinenbau (Ministrul metalurgiei și construcțiilor de mașini) sowie im Anschluss vom 31. Oktober 1963 bis zum 18. März 1965 Stellvertretender Vorsitzender des Ministerrates (Vicepreședinte al Consiliului de Miniștri).

## Veröffentlichungen
- Industria socialistă. Temelia dezvoltării armonioase și rapide a economiei R.P.R., Bukarest, Editura Politică, 1964
- Motoare Diesel, Mitautor C. Motoiu, Bukarest, Editura Tehnică, 1971
- Tehnologie și calitate în fabricarea mașinilor și utilajelor, Bukarest, Editura Tehnică, 1973